# Lực lượng Vũ trang Liên Xô
Lực lượng vũ trang Liên bang Cộng hòa Xã hội chủ nghĩa Xô viết(tiếng Nga: Вооружённые Силы Союза Советских Социалистических Республик) là lực lượng vũ trang của Cộng hòa Xã hội chủ nghĩa Xô viết Liên bang Nga (1917—1922) và Liên bang Xô viết (1922—1991), khởi đầu từ Nội chiến Nga đến khi giải thể vào tháng 12 năm 1991.
Theo luật quân sự liên bang ra vào tháng 9 năm 1925 thì Lực lượng vũ trang Liên Xô gồm 5 bộ phận cấu thành: Lục quân, Không quân, Hải quân, Tổng cục Chính trị (OGPU) và Cận vệ. OGPU sau đó tách ra độc lập và hợp nhất với NKVD năm 1934. Sau cuộc Chiến tranh Vệ quốc vĩ đại, Bộ đội Tên lửa Chiến lược (1960), Lực lượng Phòng không (1948) và các đơn vị thuộc Lực lượng Dân quân Quốc gia toàn Liên bang (1970) được sáp nhập vào Lực lượng vũ trang Liên Xô.
Lực lượng vũ trang Liên Xô cuối những năm 1989 được thiết lập gồm:
- Cơ quan quân sự Trung ương
- Quân đội Xô Viết (trước tháng 2/1946 được gọi là Hồng quân Công nông Xô Viết)

- Lục quân Xô Viết
- Phòng không Xô Viết
- Không quân Xô Viết
- Tên lửa chiến lược Xô Viết
- Dân phòng Xô Viết

- Hải quân Xô Viết
- Hậu cần Xô Viết
- Lực lượng Biên phòng Ủy ban An ninh Nhà nước Liên Xô (1939-1989)
- Lực lượng Nội vụ Bộ Nội vụ Liên Xô (1939-1989)

Vào giữa những năm 1980, Lực lượng Vũ trang Liên Xô là một trong những lực lượng lớn nhất thế giới về số lượng vào thời điểm đó và sở hữu lượng lớn vũ khí hạt nhân và hóa học.
Mặc dù sự sụp đổ của Liên Xô vào cuối năm 1991, lực lượng vũ trang Liên Xô de facto kéo dài đến cuối năm 1993 - theo hình thức Lực lượng vũ trang kết hợp Cộng đồng các Quốc gia Độc lập (SNG), mặc dù de jure đã không còn tồn tại, ngày 14/2/1992, Lãnh đạo Hội đồng Nguyên thủ quốc gia Cộng đồng các Quốc gia Độc lập đã chính thức bổ nhiệm cựu Bộ trưởng Bộ Quốc phòng Liên Xô Yevgeny Shaposhnikov làm Tổng tư lệnh các lực lượng quân sự chung của SNG.
Ngoài ra Lực lượng vũ trang Liên Xô cũng được hình thành các đơn vị đồn trú tại các nơi đóng quân ở Áo, Đan Mạch, Na Uy, Phần Lan, Đông Đức, Đức (WGF), Ba Lan (GBS), Tiệp Khắc (TSGV), Hungary (YUGV), Bulgaria, Rumani, Cuba, Việt Nam, Campuchia, Mông Cổ, Bắc Triều Tiên, Afghanistan và ở một số quốc gia châu Phi khác.

## Lịch sử

### Tổ chức ban đầu

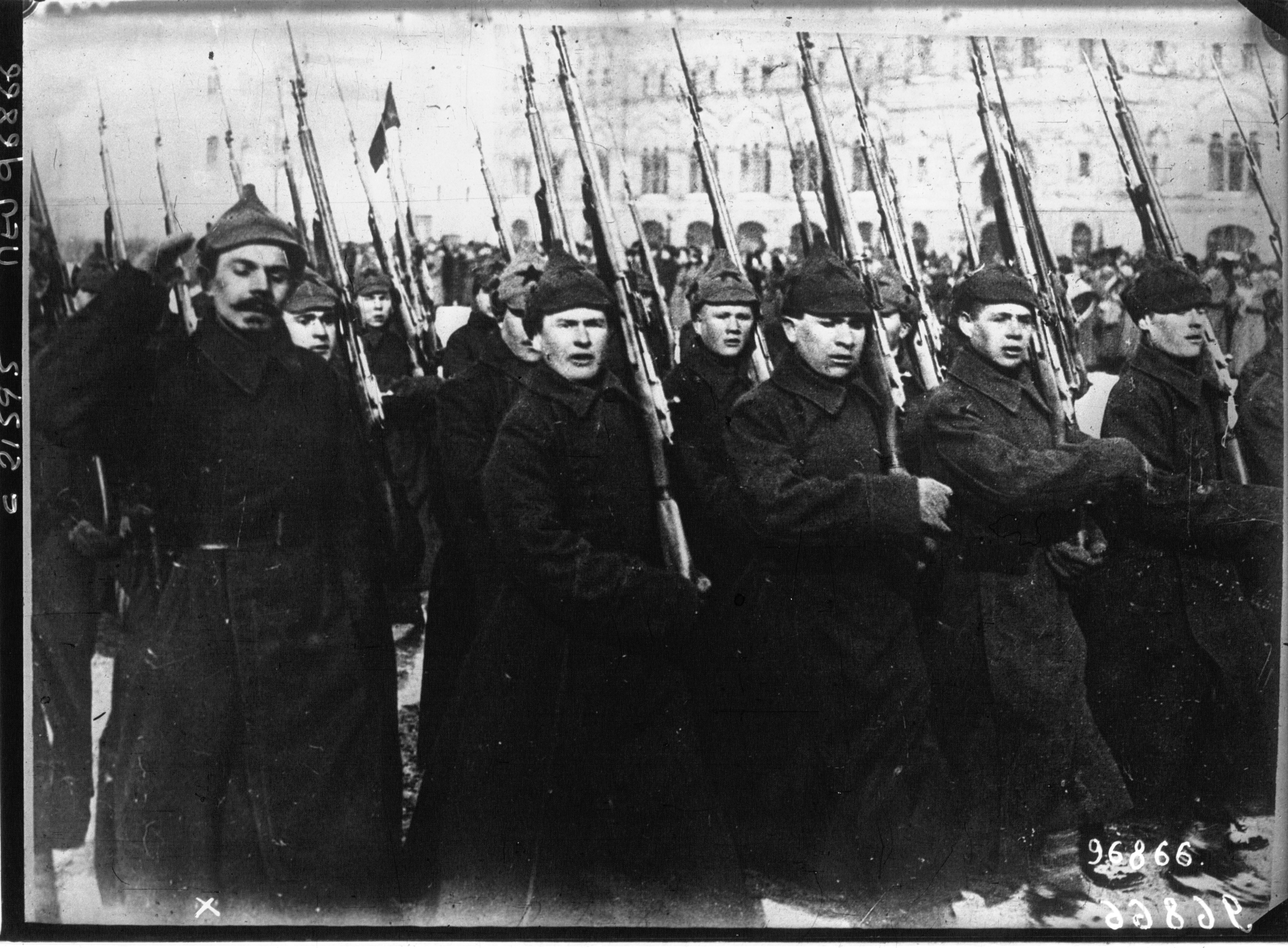
Một khối diễu binh của Hồng quân tại Moskva năm 1922

Hội đồng Dân ủy nhân dân ra quyết định thành lập Hồng quân vào ngày 15 tháng 1 năm 1918 (lịch cũ là ngày 28 tháng 1 năm 1918), dựa trên lực lượng Cận vệ Đỏ sẵn có. Ngày truyền thống chính thức của Hồng Quân là ngày 23 tháng 2 năm 1918, đánh dấu ngày tòng quân lớn đầu tiên của Hồng quân ở Petrograd và Moskva, và trận chiến đầu tiên trước quân Đức chiếm đóng. Ngày 23 tháng 2 đã trở thành một ngày lễ quốc gia quan trọng ở Liên Xô, sau đó trở thành "Ngày quân đội Liên Xô", và nó tiếp tục là một ngày lễ lớn ở Nga hiện nay với tên gọi "Ngày những người con bảo vệ Đất Mẹ".
Lúc ban đầu, Hồng Quân có chức năng như một tổ chức tình nguyện, không có cấp bậc hay phù hiệu. Các cuộc bầu cử dân chủ được tiến hành để lựa chọn các sĩ quan. Tuy nhiên, Nghị định ra ngày 29 tháng 5 năm 1918 đã quy định chế độ nghĩa vụ quân sự bắt buộc đối với nam giới lứa tuổi từ 18 tới 40. Để phục vụ dự thảo khổng lồ, những người Bolshevik hình thành Ủy ban Quân sự tỉnh (военный комиссариат, военкомат (voenkomat)), đến năm 2005, ở nước Nga vẫn tồn tại với chức năng tương tự. (Lưu ý: không nhầm lẫn Quân ủy với tổ chức của chính ủy quân đội). Bầu cử dân chủ các sĩ quan đã bị bãi bỏ bởi Nghị định, khu ăn riêng biệt của sĩ quan, hình thức xưng hô đặc biệt, chào hỏi, và lương cao hơn tất cả đều được phục hồi.
Vào năm 1920, tướng Muhamsei Brusilov đề nghị những người Bolshevik phục vụ chuyên nghiệp, sau đó quyết định việc cho phép sự tham gia của các cựu sĩ quan Quân đội Đế quốc Nga vào Hồng quân. Chính quyền Bolshevik đã thành lập một Ủy ban đặc biệt dưới sự chủ trì của Lev Glezarov (Лев Маркович Глезаров) và đến tháng 8 năm 1920 đã phác thảo khoảng 315,000 cựu sĩ quan. Thông thường họ giữ vị trí cố vấn quân sự. Một số chỉ huy nổi bật của Hồng quân trước đây từng là tướng lĩnh của Quân đội Đế quốc Nga, đáng chú ý là thành viên của Hội đồng Quân sự Tối cao, Mikhail Bonch-Bruevich, đã gia nhập vào Bolshevik trước đó.
Chính quyền Bolshevik giao cho mọi đơn vị của Hồng quân một politruk, hay chính trị viên, người có thẩm quyền bác bỏ các quyết định của chỉ huy đơn vị nếu họ chống lại các nguyên tắc của Đảng Cộng sản. Mặc dù điều này đôi khi dẫn đến việc chỉ huy kém hiệu quả, lãnh đạo Đảng coi sự kiểm soát chính trị đối với quân đội là cần thiết, vì Quân đội ngày càng phụ thuộc nhiều hơn vào các sĩ quan có kinh nghiệm từ thời Sa hoàng trước cách mạng.

### Chiến tranh Xô Viết - Ba Lan
Chiến tranh Ba Lan-Xô Viết là chiến dịch nước ngoài đầu tiên của Hồng quân Liên Xô. Cuộc phản công của Liên Xô chống lại lực lượng Ba Lan trong chiến dịch Kiev đã thành công, nhưng các lực lượng Ba Lan cũng đã ngăn chặn Hồng quân trong Trận chiến Warsaw (1920).

### Thành lập
Lực lượng vũ trang Liên Xô được thành lập vào ngày 30/12/1922, cùng với sự thành lập Liên Xô, bằng cách hợp nhất các lực lượng vũ trang của các nước cộng hòa bao gồm trong cấu trúc của nó: Nga Xô, Ucraina Xô, Belarus Xô và Ngoại Kavkaz Xô.
Lần đầu tiên, định nghĩa về "Lực lượng vũ trang Liên Xô" xuất hiện trong Hiến pháp Liên bang đầu tiên - luật chính của nhà nước, được Đại hội Xô viết toàn Liên bang khóa II thông qua vào ngày 31/1/1924:

1. Việc thực hiện quyền của Liên bang Cộng hòa xã hội chủ nghĩa Xô Viết thể hiện qua các cơ quan tối cao của nó là:

....
(j) tổ chức và lãnh đạo Lực lượng vũ trang Liên Xô
...

Sau đó, định nghĩa này đã được ghi trong Hiến pháp tiếp theo của Liên Xô năm 1936.
Sau khi kết thúc Nội chiến, Hồng quân đã cho xuất ngũ và đến cuối năm 1923 chỉ còn khoảng nửa triệu người ở trong quân ngũ.
Vào cuối năm 1924, Hội đồng Quân sự Cách mạng đã thông qua kế hoạch 5 năm xây dựng quân đội, được Đại hội Xô viết toàn Liên bang lần thứ ba của Liên Xô phê duyệt sáu tháng sau đó. Nó đã được quyết định để duy trì sự cốt lõi nhân sự của quân đội và với chi phí thấp nhất để đào tạo càng nhiều người càng tốt trong các vấn đề quân sự. Kết quả là, trong mười năm, 3/4 của tất cả các sư đoàn đã trở thành quân địa phương - tân binh đã ở trong tại các trại huấn luyện 2-3 tháng 1 năm trong 5 năm.
Nhưng vào năm 1934-1935, chính sách quân sự đã thay đổi và 3/4 tất cả các sư đoàn trở thành quân chính quy. Trong Lục quân năm 1939 so với năm 1930, số lượng pháo tăng gấp 7 lần, bao gồm pháo chống tăng và pháo xe tăng, gấp 70 lần. Phát triển lực lượng xe tăng và không quân. Số lượng xe tăng từ 1934 đến 1939 tăng 2.5 lần, năm 1939 so với năm 1930, tổng số máy bay tăng 6.5 lần. Việc chế tạo tàu mặt nước thuộc nhiều lớp, tàu ngầm và máy bay hải quân đã được đưa ra. Năm 1931, lực lượng không vận xuất hiện, cho đến năm 1946 là một phần của Không quân.
Vào ngày 22 tháng 9 năm 1935, các cấp bậc quân sự đã được ban hành, và vào ngày 7/5/1940 - ban hành cấp bậc tướng và đô đốc. Các chỉ huy đã chịu tổn thất lớn trong năm 1937-1938 do hậu quả của vụ thanh trừng trong Hồng quân.
Vào ngày 1/9/1939, Luật Liên Xô về Nghĩa vụ quân sự phổ thông đã được thông qua, đưa ra định nghĩa cuối cùng cho Lực lượng Vũ trang Liên Xô là một tổ chức quân sự nhà nước cấu trúc bao gồm các loại và các loại lực lượng vũ trang của nhà nước Xô Viết thời kỳ đó:
- Hồng quân Công nông Xô Viết
- Hải quân Xô Viết
- Biên phòng Xô Viết
- Nội vụ Công nông

Theo Luật này về nhiệm vụ quân sự phổ thông, tất cả những người đàn ông đủ điều kiện được yêu cầu phục vụ trong quân đội trong 3 năm, trong hải quân trong 5 năm (theo luật cũ năm 1925, không tham gia lực lượng quân đội chỉ được gia nhập vào lực lượng dân quân hậu phương). Đến thời điểm này, Lực lượng Vũ trang Liên Xô đã được biên chế đầy đủ, và số lượng của họ đã tăng lên 2 triệu người.
Thay vì các lữ đoàn xe tăng và bọc thép riêng biệt, từ năm 1939 là đơn vị chủ lực của lực lượng thiết giáp, sự hình thành của các sư đoàn xe tăng và cơ giới bắt đầu. Các lực lượng trên không bắt đầu thành lập quân đoàn trên không, và Không quân - để chuyển từ năm 1940 sang tổ chức sư đoàn.

### Viễn Đông
Năm 1934, Mông Cổ và Liên Xô, nhận ra mối đe dọa từ sự hiện diện của quân đội Nhật Bản ở Mãn Châu và Nội Mông, hai bên đã đồng ý hợp tác trong lĩnh vực quốc phòng. Vào ngày 12 tháng 3 năm 1936, sự hợp tác đã tăng lên với Hiệp ước Hữu nghị Xô Viết - Mông Cổ mười năm, bao gồm một phương thức phòng thủ lẫn nhau.
Vào tháng 5 năm 1939, một đơn vị kỵ binh Mông Cổ đã đụng độ với kỵ binh Mãn Châu Quốc trong vùng lãnh thổ tranh chấp ở phía đông của sông Halha (Halhin Gol). Sau đó, một cuộc đụng độ với một biệt đội Nhật Bản, đã đẩy người Mông Cổ về phía bên kia sông. Quân đội Liên Xô đã tập trung tại khu vực xung đột theo các hiệp ước phòng thủ lẫn nhau để can thiệp và đã ngăn chăn sự xâm lấn của Nhật Bản. Tình trạng xung đột xuất hiện sắp diễn ra, và cả hai bên đã tập trung lực lượng tích lũy trong tháng sáu. Vào ngày 1 tháng 7, lực lượng Nhật Bản lên tới 38,000 quân. Lực lượng Liên Xô-Mông Cổ kết hợp có 12,500 quân. Người Nhật đã vượt qua sông, nhưng sau trận chiến kéo dài ba ngày, quân Nhật Bản đã bị đánh bật trở lại sông. Người Nhật tiếp tục thăm dò các tuyến phòng thủ của Liên Xô trong suốt tháng 7, nhưng không thành công.
Vào ngày 20 tháng 8, Georgy Zhukov đã mở một cuộc tấn công lớn bằng cuộc không kích dữ dội và ba giờ bắn phá của pháo binh, sau đó ba sư đoàn bộ binh và năm lữ đoàn bọc thép, được hỗ trợ bởi một trung đoàn chiến đấu và hàng loạt pháo binh (tổng cộng 57 nghìn quân), Lực lượng Nhật Bản cố thủ sâu trong khu vực. Vào ngày 23 tháng 8, toàn bộ lực lượng Nhật Bản bị bao vây, và vào ngày 31 tháng 8 đã bị phá hủy phần lớn. Pháo binh và không kích đã quét sạch những lính Nhật không chịu đầu hàng. Nhật Bản yêu cầu ngừng bắn và cuộc xung đột đã kết thúc với một thỏa thuận giữa Liên Xô, Mông Cổ và Nhật Bản đã ký ngày 15 tháng 9 tại Moscow. Trong cuộc xung đột, tổn thất của Hồng quân là 9,703 người thiệt mạng và mất tích, 15,952 người bị thương. Người Nhật mất 25,000; tổng cộng là 61,000 người chết, mất tích, bị thương và bị bắt làm tù binh.
Ngay sau khi ngừng bắn, người Nhật đã đàm phán tiếp cận chiến trường để thu gom người chết. Quy mô của thất bại có lẽ đã trở thành một yếu tố chính trong việc ngăn chặn một cuộc tấn công của Nhật Bản vào Liên Xô trong Thế chiến II, cho phép Hồng quân chuyển một số lượng lớn quân đội Viễn Đông của họ vào mặt trận châu Âu vào mùa thu năm 1941.

### Thế chiến II
Trong 9 ngày từ 22/6-1/7/1941, 5.3 triệu người đã gia nhập Lực lượng Vũ trang Liên Xô
Trong ba năm Chiến tranh Vệ quốc vĩ đại, tỷ lệ đảng viên trong Lực lượng Vũ trang đã tăng gấp đôi và đến cuối năm 1944 là 23% trong quân đội và 31.5% trong hải quân. Vào cuối năm 1944, có 3,030,758 đảng viên trong Lực lượng Vũ trang, chiếm 53.6% tổng số đảng viên. Trong năm, mạng lưới các tổ chức đảng bộ đã mở rộng đáng kể: trong khi vào ngày 1 tháng 1 năm 1944 có 67,089 trong quân đội và hải quân, sau đó là 78,640 vào ngày 1 tháng 1 năm 1945.
Đến cuối cuộc Chiến tranh Vệ quốc vĩ đại năm 1945, Lực lượng Vũ trang Liên Xô đã có tổng cộng hơn 11 triệu người, sau khi xuất ngũ - khoảng ba triệu. Sau đó, số lượng đã tăng trở lại.

#### Chiến dịch Ba Lan
Vào ngày 17/9/1939, Hồng quân Liên Xô hành quân vào các vùng lãnh thổ phía đông của Ba Lan (nay là một phần của Belarus và Ukraina), với mục đích bảo vệ Ukraine và Belarus khỏi mối đe dọa bởi Đức, trong đó cuộc tấn công của Đức vào Ba Lan ngày 1/9/1939. Cuộc xâm lược của Liên Xô đã mở ra một mặt trận thứ hai cho người Ba Lan và buộc họ phải từ bỏ kế hoạch phòng thủ ở khu vực đầu cầu Rumania, do đó đẩy nhanh thất bại của Ba Lan. Sự xâm chiếm của Liên Xô và Đức dừng lại tại Đường Curzon.
Các Hiệp ước Molotov-Ribbentrop, vốn đã bao gồm một giao thức bí mật phân chia ranh giới các "khu vực quyền lợi" của mỗi bên, thiết lập sự phân chia Ba Lan giữa Đức và Liên Xô. Phạm vi lợi ích được xác định của Liên Xô phù hợp với lãnh thổ sau đó chiếm được trong chiến dịch. Lãnh thổ này trở thành một phần của Ukraina Xô và Belarus Xô.
Mặc dù các rào cản hai nước ngăn chặn hầu hết các lĩnh vực liên quan, quân đội Liên Xô và Đức đã gặp nhau trong một số dịp. Sự kiện đáng chú ý nhất thuộc loại này xảy ra ở Brest-Litovsk vào ngày 22 tháng 9 năm 1939. Quân đoàn Panzer số 19 của Đức dưới sự chỉ huy của Heinz Guderian đã chiếm Brest-Litovsk, nằm trong phạm vi quyền lợi của Liên Xô. Khi Lữ đoàn xe tăng 29 của Liên Xô dưới sự chỉ huy của SM Krivoshein tiếp cận Brest-Litovsk, các chỉ huy đã thương lượng rằng quân Đức sẽ rút và quân đội Liên Xô tiến vào thành phố và chào nhau. Chỉ ba ngày trước đó, tuy nhiên, các bên đã có một cuộc chạm trán tai hại hơn gần Lviv, khi Gebirgiejägerregimenter (trung đoàn bộ binh trên núi) của Đức tấn công một toán trinh sát của Lữ đoàn xe tăng 24 Liên Xô; Sau một vài thương vong ở cả hai phía, các bên đã chuyển sang đàm phán, kết quả là quân đội Đức rời khỏi khu vực, và quân đội Hồng quân tiến vào Lviv vào ngày 22 tháng 9.
Theo "những tổn thất và thiệt mạng trong chiến đấu của Liên Xô trong Thế kỷ XX" do Đại tá Krivosheev biên soạn, lực lượng Hồng quân ở Ba Lan có số lượng là 466,516 lính. Các nguồn của Ba Lan cho số lượng hơn 800,000 lính. Quân đội Hồng quân gặp rất ít kháng cự, chủ yếu là do sự vướng mắc của phần lớn lực lượng Ba Lan trong việc chiến đấu với quân Đức dọc biên giới phương Tây, nhưng một phần là do lệnh chính thức của Bộ Tư lệnh tối cao Ba Lan không tham gia chiến đấu với quân đội Liên Xô, và một phần vì nhiều công dân Ba Lan ở vùng Kresy, người Ukraina và người Belarus đã xem quân đội tiến công như những người giải phóng. Tổ chức những người theo chủ nghĩa dân tộc Ucraina nổi dậy chống lại người Ba Lan, và đảng phái cộng sản đã tổ chức các cuộc nổi dậy ở địa phương, ví dụ như ở Skidel, cướp và giết người Ba Lan. Tuy nhiên, Hồng quân vẫn chịu tổn thất 1,485 người chết và mất tích, 2,383 người bị thương. Thiệt hại của quân đội Ba Lan đối lập được ước tính là 6,000-7,000; Hồng quân báo cáo rằng họ đã "giải giới" 45 536 người. Nhưng con số này có lẽ bao gồm một số lượng lớn không được ghi danh là quân nhân chính quy của quân đội Ba Lan. Số liệu Ba Lan đưa ra số lượng khoảng 240,000 tù nhân bị Hồng quân bắt giữ.

#### Chiến dịch Phần Lan
Chiến tranh mùa đông (Phần Lan: talvisota, Nga: Зимняя война, Thụy Điểnển: vinterkriget) hoặc Chiến tranh Liên Xô-Phần Lan (Nga: война Советско-финская) bắt đầu khi Liên Xô tấn công Phần Lan vào ngày 30 tháng 11 năm 1939, ba tháng sau khi cuộc xâm lược Ba Lan của Đức bắt đầu Thế chiến II. Vì cuộc tấn công được đánh giá là bất hợp pháp, Liên Xô đã bị trục xuất khỏi Hội Quốc Liên vào ngày 14 tháng 12.
Cuộc chiến tranh tiếp diễn (25 tháng 6 năm 1941 - 19 tháng 9 năm 1944) là lần thứ hai xảy ra cuộc chiến giữa Phần Lan và Liên Xô trong Thế chiến II. Vào thời điểm Finns sử dụng tên này để làm rõ mối quan hệ được nhận thức của nó đối với Chiến tranh Mùa đông trước đó vào ngày 30 tháng 11 năm 1939 đến ngày 13 tháng 3 năm 1940, cuộc chiến đầu tiên trong hai cuộc chiến giữa Phần Lan và Liên Xô trong Thế chiến II. Tuy nhiên, Liên Xô đã coi cuộc chiến chỉ là một trong những mặt trận của Chiến tranh Xô viết chống lại Đức Quốc xã và các đồng minh. Tương tự như vậy, Đức đã xem các hoạt động của chính mình trong khu vực là một phần trong các nỗ lực chiến tranh tổng thể của Thế chiến II. Phần Lan là một đồng minh với Đức chống lại Liên Xô chứ không phải là đồng minh trong suốt thời gian của Chiến tranh tiếp diễn.

#### Barbarossa, 1941–1945 (Chiến tranh vệ quốc)
Vào mùa thu năm 1940, một trật tự thế giới mới đã xuất hiện. Đức Quốc xã và các đồng minh thống trị hầu hết lục địa châu Âu. Chỉ có Liên Hiệp Anh (ở phương Tây) đang tích cực thách thức quyền bá chủ quốc xã và phát xít. Đức Quốc xã và Anh không có biên giới đất liền chung, nhưng tình trạng chiến tranh tồn tại giữa 2 bên; Đức có biên giới trên bộ rộng lớn với Liên Xô, nhưng vẫn trung lập, tuân thủ hiệp ước không xâm lược và bằng nhiều thỏa thuận thương mại.
Đối với Adolf Hitler, không có tình huống khó xử nào tồn tại trong tình huống này. Drang nach Osten (tiếng Đức có nghĩa là "Tiến về phía đông") vẫn là thứ tự ưu tiên. Điều này lên đến đỉnh điểm, vào ngày 18 tháng 12, trong việc ban hành "Chỉ thị số 21 - Tình huống Barbarossa", mở đầu bằng câu nói "Lực lượng vũ trang Đức phải chuẩn bị để đè bẹp Nga trong một chiến dịch nhanh chóng trước khi kết thúc chiến tranh chống lại Anh". Ngay cả trước khi ban hành chỉ thị, Bộ Tổng tham mưu Đức đã xây dựng kế hoạch chi tiết cho một chiến dịch tấn công vào Liên Xô. Vào ngày 3 tháng 2 năm 1941, kế hoạch cuối cùng của Chiến dịch Barbarossa đã được chấp thuận và cuộc tấn công đã được lên kế hoạch vào giữa tháng 5 năm 1941. Tuy nhiên, các sự kiện ở Hy Lạp và Nam Tư đã khiến kế hoạch bị trì hoãn - đến nửa cuối tháng Sáu.
Vào thời điểm Đức Quốc xã tấn công Liên Xô vào tháng 6 năm 1941, Hồng quân có 303 sư đoàn và 22 lữ đoàn (4.8 triệu quân), bao gồm 166 sư đoàn và 9 lữ đoàn (2.9 triệu quân) đóng tại các quân khu phía tây. Các đối thủ phe Trục của họ triển khai trên các sư đoàn Mặt trận phía đông 181 và 18 lữ đoàn (3.8 triệu quân). Những tuần đầu tiên của cuộc chiến đã chứng kiến sự hủy diệt của gần như toàn bộ Không quân Liên Xô trên mặt đất, mất các vũ khí chính, xe tăng, pháo binh và các thất bại lớn của Liên Xô khi các lực lượng Đức bao vây hàng trăm ngàn binh sĩ Hồng quân trong các ổ biệt lập.
Các lực lượng Liên Xô bị thiệt hại nặng nề trong trận chiến này do mức độ chuẩn bị kém, nguyên nhân chủ yếu là do một quyết định bất đắc dĩ, nửa vời và cuối cùng là muộn màng của Chính phủ Liên Xô và Bộ Tư lệnh tối cao để huy động quân đội. Điều quan trọng không kém là một ưu thế chiến thuật chung của quân đội Đức, nơi đã tiến hành loại chiến tranh mà nó đã được thử nghiệm chiến đấu và tinh chỉnh trong 2 năm. Sự tăng trưởng vội vàng trước chiến tranh và thăng tiến quá mức của các cán bộ Hồng quân cũng như loại bỏ các sĩ quan giàu kinh nghiệm do Đại thanh trừng gây ra đã bù đắp sự cân bằng thậm chí còn thuận lợi hơn cho quân Đức.
Một thế hệ các chỉ huy tài giỏi của Liên Xô (đáng chú ý nhất là Georgy Zhukov) đã học được từ những thất bại, và những chiến thắng của Liên Xô trong Trận chiến Moskva, tại Stalingrad, Kursk và sau đó trong Chiến dịch Bagration đã chứng minh quyết định của Liên Xô là Chiến tranh vệ quốc vĩ đại.
Chính phủ Liên Xô đã áp dụng một số biện pháp để cải thiện tình trạng và tinh thần của Hồng quân rút lui vào năm 1941. Tuyên truyền của Liên Xô đã từ bỏ quan niệm chính trị về đấu tranh giai cấp, và thay vào đó, khơi dậy những cảm xúc yêu nước sâu xa của dân chúng, bao trùm lịch sử Nga. Những người tuyên truyền tuyên bố Chiến tranh chống lại những kẻ xâm lược Đức là "Chiến tranh yêu nước vĩ đại", để ám chỉ cuộc Chiến tranh Yêu nước năm 1812 chống lại Napoleon. Các tài liệu tham khảo về các anh hùng quân đội Nga cổ đại như Alexander Nevski và Mikhail Kutuzov đã xuất hiện. Những cuộc đàn áp chống lại Giáo hội Chính thống Nga dừng lại, và các linh mục làm sống lại truyền thống ban phước lành trước khi chiến đấu. Đảng Cộng sản đã bãi bỏ thể chế chính ủy, mặc dù sau đó sớm khôi phục lại. Hồng quân giới thiệu lại các cấp bậc quân sự và thông qua nhiều phân biệt cá nhân bổ sung như huân huy chương. Khái niệm về một người bảo vệ đất nước xuất hiện trở lại: các đơn vị thể hiện chủ nghĩa anh hùng đặc biệt trong chiến đấu đã đạt được các tên gọi "Trung đoàn cận vệ", "Quân đội vệ binh", v.v.
Trong Chiến tranh Xô Viết của Đức, Hồng quân đã phác thảo một con số đáng kinh ngạc 29,574,900 bên cạnh 4,826,907 quân phục vụ khi bắt đầu chiến tranh. Trong số này, họ đã mất 6,329,600 thiệt mạng và bị thương trong chiến đấu, 555,400 người chết vì bệnh và 4,559,000 bị bắt (bị bắt nhiều nhất). Tuy nhiên, trong số 11,444,100 này, 939,700 đã gia nhập lại hàng ngũ trong lãnh thổ Liên Xô sau đó, và thêm 1,836,000 người trở về sau khi bị giam cầm ở Đức. Do đó, tổng thiệt hại lên tới 8,668,400. Phần lớn các thiệt hại bao gồm người Nga (5,756,000), tiếp theo là người Ukraine (1,377,400).
Các thiệt hại của Đức ở Mặt trận phía Đông bao gồm ước tính 3,604,800 thương vong trong chiến đấu và 3,576,300 bị bắt (tổng số 7,181,100); tổn thất của các đồng minh Trục Đức ở Mặt trận phía Đông xấp xỉ 668,163 thương vong và 799,982 bị bắt (tổng cộng 1,468,145). Trong số 8,649,300 này, Liên Xô đã giải phóng 3.572.600 khỏi bị giam sau chiến tranh, do đó tổng số tổn thất của Trục đã lên tới ước tính 5,076,700.
Một so sánh về những mất mát cho thấy sự đối xử tàn nhẫn đối với tù binh Liên Xô của Đức quốc xã. Phần lớn các tù binh của tù nhân bị phe Trục bị bắt làm tù nhân đã chết trong tù. Trong số 5.7 triệu tù binh Liên Xô bị 2.1 triệu người Đức bắt giữ đã chết. Trong số 3.3 triệu tù binh Đức bị Liên Xô chiếm giữ, chỉ có 374,000 người đã chết.
Trong phần đầu của cuộc chiến, Hồng quân đã trang bị vũ khí có chất lượng hỗn hợp. Có số lượng pháo lớn, nhưng không có đủ xe tải để điều động và cung cấp cho số pháo này; kết quả là Wehrmacht đã chiếm được phần lớn số pháo của Hồng quân. Xe tăng T-34 của Hồng quân vượt xa bất kỳ xe tăng nào khác mà quân Đức có vào năm 1941, tuy nhiên hầu hết các đơn vị bọc thép của Liên Xô đều là những mẫu kém tiên tiến hơn; tương tự như vậy, cùng một vấn đề cung cấp đã gây bất lợi ngay cả các đội hình được trang bị các xe tăng hiện đại nhất. Không quân Liên Xô ban đầu hoạt động kém chống lại quân Đức. Sự tiến bộ nhanh chóng của người Đức vào lãnh thổ Liên Xô khiến cho việc củng cố trở nên khó khăn, nếu không nói là không thể, vì phần lớn ngành công nghiệp quân sự của Liên Xô nằm ở phía tây đất nước.

#### Chiến dịch Mãn Châu
Sau khi kết thúc chiến tranh ở châu Âu, Hồng quân đã tấn công Nhật Bản và Mãn Châu Quốc (quốc gia bù nhìn của Nhật Bản ở Mãn Châu) vào ngày 9 tháng 8 năm 1945, và kết hợp với lực lượng Cộng sản Mông Cổ và Trung Quốc đã nhanh chóng áp đảo Đạo quân Quan Đông đông hơn. Các lực lượng Liên Xô cũng đã tấn công ở Sakhalin, thuộc quần đảo Kuril và phía bắc Triều Tiên. Nhật Bản đầu hàng vô điều kiện vào ngày 2/9/1945.Chiến tranh thế giới thứ 2 kết thúc với sự thắng lợi của phe đồng minh.

### Chiến tranh Lạnh
Liên Xô chỉ có Lục quân, Không quân và Hải quân vào năm 1945. Tháng 3/1946, Bộ Lực lượng vũ trang được thành lập để giám sát Lục quân, Không quân, Hải quân. Một nhánh thứ tư, Lực lượng Phòng không Quốc gia, được thành lập vào năm 1948. Bộ này được chia thành hai lần nữa từ năm 1950 đến 1953, nhưng sau đó được hợp nhất lại thành Bộ Quốc phòng. Năm 1959, Lực lượng Tên lửa Chiến lược được thành lập. Lực lượng Nhảy dù, được thành lập là một phần của Bộ Tư lệnh tối cao Dự bị, cũng nằm trong Lực lượng Vũ trang Liên Xô là Tyl, hay Lực lượng hậu cần, Lực lượng Dân phòng, Lực lượng Biên phòng, Lực lượng Nội vụ, không thuộc Bộ Quốc phòng.
Nam giới trong quân đội Liên Xô đã giảm từ khoảng 13 triệu đến xấp xỉ 2.8 triệu vào năm 1948. Để kiểm soát quá trình xuất ngũ này, số lượng các quân khu đã tạm thời tăng lên đến 33, giảm xuống còn 21 năm 1946. Theo ước tính của phương Tây, quy mô của Quân đội trong hầu hết thời gian của Chiến tranh Lạnh vẫn nằm trong khoảng từ 4 triệu đến 5 triệu người. Hiến pháp Liên Xô yêu cầu tất cả nam giới có khả năng phục vụ tối thiểu 2 năm. Do đó, Quân đội Liên Xô vẫn là đội quân hoạt động lớn nhất trên thế giới từ năm 1945 đến năm 1991. Các đơn vị Quân đội Liên Xô đã chiếm đóng các quốc gia Đông Âu từ thời Đức Quốc xã cai trị để bảo đảm thời kỳ chuyển tiếp các quốc gia vệ tinh của Liên Xô và để ngăn chặn, chống lại sự kháng cự độc lập và lực lượng NATO sau này. Sự hiện diện quân sự lớn nhất của Liên Xô là ở Đông Đức, trong Lực lượng Liên Xô ở Đức, nhưng cũng có các lực lượng nhỏ hơn ở nơi khác, bao gồm Lực lượng phía Bắc ở Ba Lan, Lực lượng Trung tâm ở Tiệp Khắc và Lực lượng phía Nam ở Hungary. Tại Liên Xô, năm 1950 các lực lượng đã bị chia thành 15 quân khu, bao gồm các quân khu Moscow, Leningrad và Baltic. Sau hậu quả của Chiến tranh Vệ quốc vĩ đại, Bộ Quốc phòng Liên Xô đã được giao một cách có hệ thống nhiệm vụ cung cấp lao động cho các bộ dân sự bằng cách thành lập cho họ các đơn vị xây dựng quân sự có nhân viên được sử dụng làm công nhân xây dựng.
Vào tháng 9 năm 1954, tại khu vực Semipalatinsk, cuộc tập trận quân sự quy mô lớn đầu tiên được thực hiện với một vụ nổ bom nguyên tử thực sự.
Kể từ năm 1955, lãnh đạo Liên Xô đã kêu gọi chấm dứt cuộc chạy đua vũ trang và triệu tập một hội nghị thế giới về vấn đề này. Để xác nhận chính sách đối ngoại mới, Liên Xô đã giảm số lượng Lực lượng Vũ trang từ 5.8 triệu người vào đầu năm 1955 xuống còn 3.6 triệu vào tháng 12 năm 1959.
Trong thời kỳ Chiến tranh Lạnh kể từ năm 1955, Lực lượng Vũ trang Liên Xô đã đóng một vai trò hàng đầu trong tổ chức quân sự Warsaw. Bắt đầu từ những năm 1950, vũ khí tên lửa được đưa vào với tốc độ nhanh chóng vào Lực lượng Vũ trang, và vào năm 1959, Lực lượng Tên lửa Chiến lược đã được tạo ra. Mỗi năm, 400-600 máy bay được đưa vào phục vụ trong Lực lượng Vũ trang Liên Xô. Mức độ tai nạn trong Không quân trong những năm 1960-1980 là ở mức 100-150 tai nạn và thảm họa hàng năm. Đồng thời tăng số lượng xe tăng. Năm 1957, cuộc tập trận chiến thuật đầu tiên được tiến hành với việc băng sông bằng xe tăng dọc theo bờ. Vào cuối những năm 1970, khoảng 68,000 xe tăng đã phục vụ cho Lực lượng Vũ trang Liên Xô, và Lực lượng Xe tăng Liên Xô bao gồm 8 đội quân xe tăng. Theo số lượng xe tăng, Liên Xô đã đứng đầu thế giới, đến thập niên 1980, có nhiều xe tăng trong Lực lượng Vũ trang Liên Xô hơn tất cả các quốc gia khác cộng lại. Lực lượng vũ trang Liên Xô là những quốc gia đầu tiên trên thế giới áp dụng một loại xe bọc thép như một phương tiện chiến đấu bộ binh với số lượng lớn. BMP-1 xuất hiện trong quân đội vào năm 1966, trong khi ở các nước NATO tương tự gần đúng của nó «Marder» chỉ xuất hiện vào năm 1970. Số lượng nhân viên của Thủy quân lục chiến thuộc Hải quân Liên Xô nhỏ hơn 10 lần so với Thủy quân lục chiến Hoa Kỳ. Định hướng quan trọng nhất trong sự phát triển của nền kinh tế của đất nước là sự tích tụ tiềm năng quân sự, chạy đua vũ trang. Điều này chiếm một phần đáng kể trong thu nhập quốc dân.
Để bảo đảm lợi ích của Liên Xô ở Đông Âu, Quân đội Liên Xô đã chuyển sang dập tắt các cuộc nổi dậy chống Liên Xô ở Cộng hòa Dân chủ Đức (1953), Hungary (1956) và Tiệp Khắc (1968). Do hậu quả của cuộc xung đột biên giới Trung-Xô, một quân khu thứ 16 đã được thành lập vào năm 1969, Quân khu Trung Á, có trụ sở tại Alma-Ata. Để cải thiện khả năng chiến tranh ở cấp độ mặt trận, vào cuối những năm 1970 và đầu những năm 1980, bốn bộ chỉ huy cấp cao đã được thành lập, tập hợp các quân khu, các nhóm lực lượng và hạm đội. Bộ Tư lệnh Viễn Đông được thành lập đầu tiên, tiếp theo là Bộ chỉ huy tối cao Tây Âu và Tây Nam Âu, và Bộ tư lệnh phương Nam tại Baku, hướng về Trung Đông.
Cuộc đối đầu với Mỹ và NATO trong Chiến tranh Lạnh chủ yếu diễn ra dưới hình thức đe dọa răn đe lẫn nhau bằng vũ khí hạt nhân. Liên Xô đã đầu tư rất nhiều vào năng lực hạt nhân của Quân đội, đặc biệt là sản xuất tên lửa đạn đạo và tàu ngầm hạt nhân. Sự thù địch công khai diễn ra dưới hình thức chiến tranh theo ủy nhiệm, với Liên Xô và Hoa Kỳ ủng hộ các quốc gia phụ thuộc hoặc các phong trào nổi dậy ở các nước thuộc Thế giới thứ ba.

#### Chiến tranh Afghanistan
Năm 1979, Quân đội Liên Xô đã can thiệp vào một cuộc nội chiến ở Afghanistan. Quân đội Liên Xô đã tái lập lại một chính phủ cộng sản thân Liên Xô đang bị đe dọa bởi một nhóm đa sắc tộc, chủ yếu là afghan, được gọi là mujahideen. Những người nổi dậy đã được huấn luyện quân sự ở nước láng giềng Pakistan, được hỗ trợ bởi Trung Quốc và hàng tỷ đô la từ Hoa Kỳ, Ả Rập Saudi và các quốc gia khác. Về mặt kỹ thuật vượt trội, nhưng Liên Xô không có đủ quân đội để thiết lập quyền kiểm soát vùng nông thôn và khu vực tại biên giới. Điều này là kết quả của sự do dự trong Bộ Chính trị, chỉ cho phép một "đội ngũ hạn chế", trung bình từ 80,000 đến 100,000 quân. Do đó, quân nổi dậy địa phương có thể sử dụng hiệu quả các chiến thuật du kích. Điều này làm cho tình hình Liên Xô trở nên vô vọng từ chiến thuật quân sự. Với sự xuất hiện của glasnost, truyền thông Liên Xô bắt đầu đưa tin về những tổn thất nặng nề, khiến cuộc chiến rất phổ biến ở Liên Xô nói chung, mặc dù tổn thất thực tế vẫn còn khiêm tốn, trung bình 1,670 lính thương vong mỗi năm. Chiến tranh cũng trở thành một vấn đề nhạy cảm trên phạm vi quốc tế, cuối cùng đã dẫn đầu Tổng Bí thư Mikhail Gorbachev để rút lực lượng Liên Xô khỏi Afghanistan. "Hội chứng Afghanistan" do Quân đội gây ra tương tự như "Hội chứng Việt Nam" của Hoa Kỳ trong cuộc chiến không thành công của chính họ tại Việt Nam. Về mặt chiến thuật, cả hai bên đều tập trung vào các tuyến tiếp tế, nhưng người Hồi giáo Afghanistan đã đào sâu với các đường hầm và vị trí phòng thủ, chống lại các cuộc tấn công bằng pháo và không quân của Liên Xô. Cuộc chiến kéo dài một thập kỷ dẫn đến hàng triệu người Afghanistan chạy trốn khỏi đất nước họ, chủ yếu đến Pakistan và Iran. Ít nhất nửa triệu thường dân Afghanistan đã bị giết ngoài phiến quân trong cuộc chiến. Cuộc chiến kết thúc với sự sa lầy của Liên Xô và sau đó là sự sụp đổ chế độ cộng sản ở đây.

### Liên Xô sụp đổ
Vào năm 1987-1991, trong Perestroika, một chính sách bảo vệ quyền lực phòng thủ đã được công bố và vào tháng 12 năm 1988, các biện pháp đơn phương đã được công bố để giảm lực lượng vũ trang Liên Xô. Đến năm 1989, quân đội Liên Xô đã rút khỏi các nước láng giềng trong khối Hiệp ước Warsaw. Cùng năm đó, lực lượng Liên Xô rời Afghanistan. Tổng số của họ đã giảm 500 nghìn người (12%). Các đội quân của Liên Xô ở Trung Âu đã bị đơn phương giảm 50 nghìn người, sáu sư đoàn xe tăng (khoảng hai nghìn xe tăng) đã bị rút khỏi Đông Đức, Hungary, Tiệp Khắc và giải tán. Ở khu vực châu Âu của Liên Xô, số lượng xe tăng đã giảm 10 nghìn, hệ thống pháo binh - giảm 8.5 nghìn, máy bay chiến đấu - 820. 75% quân đội Liên Xô đã rút khỏi Mông Cổ và số lượng binh sĩ trên Viễn Đông đã giảm 120 nghìn người.
Đến cuối năm 1990, toàn bộ Khối Đông Âu đã sụp đổ sau các cuộc cách mạng dân chủ. Do đó, công dân Liên Xô cũng nhanh chóng bắt đầu chống lại chính quyền Cộng sản. Khi Liên Xô tiến tới sự tan rã, quân đội bị giảm đã trở nên yếu, kém hiệu quả và không còn có thể chống đỡ chính quyền Xô Viết đang trong giai đoạn sụp đổ. Quân đội đã tham gia vào việc cố gắng giải quyết các cuộc xung đột và tình trạng bất ổn ở vùng Kavkaz, Trung Á, nhưng nó thường không có khả năng khôi phục hòa bình và trật tự. Vào ngày 9 tháng 4 năm 1989, quân đội, cùng với các đơn vị Lực lượng nội vụ, bị cáo buộc đã tàn sát khoảng 190 người biểu tình ở Tbilisi, Gruzia. Cuộc khủng hoảng lớn tiếp theo xảy ra ở Azerbaijan, khi quân đội Liên Xô buộc phải vào thành phố Baku vào ngày 19 tháng 1 năm 1990, loại bỏ chính phủ cộng hòa nổi loạn và bị cáo buộc giết hàng trăm thường dân trong quá trình này. Vào ngày 13 tháng 1 năm 1991, các lực lượng Liên Xô đã chiếm Tòa nhà Đài Phát thanh và Truyền hình và tháp truyền hình truyền hình ở Vilnius, Litva, cả hai dưới sự kiểm soát của phe đối lập, bị cáo buộc giết chết 14 người và làm bị thương 700. Hành động này được nhiều người coi là cứng rắn và ít đạt được mục tiêu.
Đến giữa năm 1991, Liên Xô đã đạt vào tình trạng khẩn cấp. Ngay sau sự kiện tháng 8 năm 1991, Quân đội đã không đóng một vai trò quan trọng trong những gì mà một số người mô tả là đảo chính của những cựu đảng viên cộng sản bảo vệ chế độ. Các chỉ huy đã gửi xe tăng vào thành phố Moscow, nhưng với mệnh lệnh đảm bảo an toàn cho người dân. Mục tiêu lật đổ Gorbachev hoặc chính phủ. Cuộc đảo chính thất bại chủ yếu vì những người tham gia không có bất kỳ hành động quyết định nào, và sau vài ngày họ không hành động, cuộc đảo chính đã kết thúc. Chỉ có một cuộc đối đầu diễn ra giữa thường dân và các đội xe tăng trong cuộc đảo chính, dẫn đến cái chết của ba thường dân. Mặc dù các nạn nhân đã trở thành anh hùng được tuyên bố. Không ai ra lệnh bắn vào ai cả.
Sau nỗ lực đảo chính vào tháng 8 năm 1991, giới lãnh đạo Liên Xô thực tế vẫn không có thẩm quyền đối với các nước cộng hòa liên bang. Gần như mọi nước Cộng hòa Xô viết đều tuyên bố ý định ly khai và bắt đầu thông qua các đạo luật bất chấp Xô Viết Tối cao. Vào ngày 8 tháng 12 năm 1991, Tổng thống Nga, Bêlarut và Ukraine tuyên bố Liên Xô đã giải thể và ký văn bản thành lập Cộng đồng các quốc gia độc lập (SNG). Gorbachev cuối cùng đã từ chức vào ngày 25 tháng 12 năm 1991 và ngày hôm sau, Xô Viết tối cao, cơ quan chính phủ cao nhất, tự giải tán, chính thức chấm dứt sự tồn tại của Liên Xô. 

### Giai đoạn sau sụp đổ
21 tháng 12 năm 1991, trong sự sụp đổ của Liên Xô, người đứng đầu 11 của nước cộng hòa thuộc Liên bang - những người sáng lập của SNG đã ký Nghị định thư về đặt tư lệnh của lực lượng vũ trang Liên Xô "cải cách" cho Bộ trưởng Bộ Quốc phòng Liên Xô Evgeny Shaposhnikov. Vào ngày 14 tháng 2 năm 1992, Hội đồng các nguyên thủ quốc gia của SNG đã bổ nhiệm Tổng tư lệnh Shaposhnikov Lực lượng vũ trang thống nhất (OVS) của SNG. Vào ngày 20 tháng 3 cùng năm, Bộ Tổng tư lệnh các lực lượng vũ trang chung của các quốc gia độc lập (OVS SNG) được thành lập trên cơ sở Bộ Quốc phòng Liên Xô, để đảm bảo an ninh cho các quốc gia thành viên Khối thịnh vượng chung, bảo vệ sự kiểm soát của quân đội và lực lượng, và sự giải tán phối hợp của Lực lượng Vũ trang Liên Xô.
Vào ngày 12 tháng 1 năm 1993, một sửa đổi Hiến pháp Liên bang Nga - Nga (Nga Xô) năm 1978 đã có hiệu lực, ngoại trừ việc đề cập đến Lực lượng Vũ trang của Liên Xô, nhưng cho đến khi chấm dứt vào ngày 25 tháng 12 năm đó, nó vẫn giữ nguyên tham chiếu đến Hiến pháp và luật pháp của Liên Xô.
Năm 1992, do thất bại trong việc thành lập Lực lượng Vũ trang Chung SNG, việc xây dựng lực lượng vũ trang quốc gia của riêng mình bắt đầu ở các nước SNG, được tạo ra do sự chia rẽ của Lực lượng Vũ trang SNG trước đây.

## Tổ chức
Lãnh đạo nhà nước có quyền lực tối cao trong lĩnh vực quốc phòng nhà nước trên cơ sở dựa theo Hiến pháp. Đồng thời Đảng Cộng sản Liên Xô cũng chỉ đạo công tác của toàn bộ bộ máy nhà nước, điều hành và đưa ra chính sách với quân đội xem xét lợi ích tăng cường khả năng quốc phòng. Các cơ quan Nhà nước được chỉ định gồm Hội đồng Quốc phòng Liên Xô (Hội đồng Quốc phòng Công Nông Nga Xô), Xô Viết Tối cao Liên Xô, Đoàn Chủ tịch Xô Viết Tối cao Liên Xô, Hội đồng Bộ trưởng Liên Xô.
Hội đồng Quốc phòng Liên Xô đã phối hợp hoạt động với các cơ quan nhà nước Liên Xô trong lĩnh vực tăng cường quốc phòng, phê chuẩn các hướng phát triển chính của Lực lượng Vũ trang Liên Xô. Hội đồng Quốc phòng Liên Xô được lãnh đạo bởi Tổng Bí thư Ban Chấp hành Trung ương Đảng Cộng sản Liên Xô, Chủ tịch Đoàn Chủ tịch Xô Viết Tối cao Liên Xô.

### Tổng Tư lệnh tối cao các lực lượng vũ trang Liên Xô
Tổng Tư lệnh tối cao các lực lượng vũ trang Liên Xô là vị trí cao nhất trong Lực lượng vũ trang của Liên Xô. Chức vụ tồn tại trong giai đoạn cầm quyền của Stalin và Gorbachev.
Từ năm 1955, chức vụ được đổi tên thành Chủ tịch Hội đồng Quốc phòng Liên Xô do nghị quyết chung giữa Trung ương Đảng Cộng sản Liên Xô và Hội đồng Bộ trưởng Liên Xô dưới sự chấp thuận của Tổng Bí thư Trung ương Đảng.
Vào ngày 15/3/1990, khi Gorbachev được bầu làm Tổng thống Liên Xô, chức vụ này được khôi phục.
- 1941-1953 - Stalin
- 1990-1991 - Gorbachev

### Bộ Tư lệnh Tối cao dự bị
Bộ Tư lệnh Tối cao dự bị là đơn vị đóng vai trò chủ yếu dự bị quân sự Hồng quân Liên Xô trong Chiến tranh Thế giới II và trong thời kỳ Chiến tranh Lạnh.
Bộ Tư lệnh được thành lập năm 1943, với các đội hình và đơn vị trong Bộ tư lệnh dao động từ các tiểu đoàn đến toàn quân (ví dụ: Quân đội Dự bị), tập trung vào pháo binh, cơ giới, sau phát triển thêm không quân, tên lửa,... và có khả năng hoạt động độc lập quy mô lớn. Ví dụ, tính đến tháng 4 năm 1943, một quân đoàn pháo binh có chứa tới 1,500 khẩu pháo và bệ phóng tên lửa tương đương. Quân đoàn xe tăng, cũng xuất hiện vào năm 1943, bao gồm một hoặc hai quân đoàn xe tăng và một quân đoàn cơ giới, cộng với các đơn vị hỗ trợ. Những quân đoàn cơ giới này có khả năng tiến hành hoạt động lên tới 500 km.
Thực tế trước đó, năm 1929, Lực lượng Thiết giáp đã được thiết kế đưa vào trong quân dự bị. Trung đoàn đơn vị xe tăng, đóng quân tại Moscow, trực thuộc Chủ tịch Hội đồng Quân sự Cách mạng và Ủy viên Dân ủy các vấn đề quân sự và hải quân Liên Xô và là lực lượng dự bị hành quân và chiến thuật của bộ chỉ huy chính của Hồng quân Công nông.

#### Bộ Tư lệnh Dự bị (1929-1941)
- Lực lượng Thiết giáp Bộ Tư lệnh Dự bị (đến 1929 Lực lượng bọc thép Bộ Tư lệnh Dự bị; 1929-1936 Lực lượng Cơ giới Bộ Tư lệnh Dự bị)
- Lực lượng Pháo binh Bộ Tư lệnh Dự bị
- Lực lượng Không quân Bộ Tư lệnh Dự bị (từ 1936)

#### Bộ Tổng Tư lệnh Tối cao Dự bị (1941-1945)
- Lực lượng Thiết giáp và Cơ giới Bộ Tư lệnh Tối cao Dự bị (đến năm 1942 là Lực lượng Thiết giáp Bộ Tư lệnh Tối cao Dự bị)
- Lực lượng Pháo binh Bộ Tư lệnh Tối cao Dự bị
- Lực lượng Kỹ sư Bộ Tư lệnh Tối cao Dự bị (từ 1943)
- Lực lượng Không quân Bộ Tư lệnh Tối cao Dự bị

#### Bộ Tổng Tư lệnh Tối cao Dự bị (1945-1992)
- Lực lượng Dù Bộ Tư lệnh Tối cao Dự bị

### Bộ máy quân sự
Hệ thống các cơ quan kiểm soát quân sự của Lực lượng Vũ trang Liên Xô bao gồm:
- Quân đội Liên Xô và các cơ quan chỉ huy và kiểm soát Hải quân, được thống nhất bởi Bộ Quốc phòng Liên Xô (Dân ủy Quốc phòng, Bộ Lực lượng Vũ trang, Bộ Chiến tranh), đứng đầu là Bộ trưởng Bộ Quốc phòng Liên Xô;
- Bộ Tổng tham mưu các lực lượng vũ trang Liên Xô (GSVS)
- Các cơ quan chỉ huy và kiểm soát của Bộ đội Biên phòng trực thuộc Ủy ban An ninh Nhà nước Liên Xô (KGB), đứng đầu là Chủ tịch KGB Liên Xô;
- Cơ quan kiểm soát các đội quân nội vụ, trực thuộc Bộ Nội vụ Liên Xô, đứng đầu là Bộ trưởng Bộ Nội vụ Liên Xô

Theo tính chất của các nhiệm vụ được thực hiện và khối lượng năng lực trong hệ thống chính quyền quân sự trung ương, các tổ chức khác gồm:
- Quân sự Trung ương
- Quân khu, Hạm đội
- Tư lệnh các đơn vị quân đội và hậu phương
- Quân sự địa phương
- Chỉ huy các đơn vị đồn trú (chỉ huy hải quân cao cấp) và chỉ huy quân sự

### Các cơ quan khác

#### Tổng cục tình báo chính
Tổng cục tình báo chính Bộ Tổng tham mưu các lực lượng vũ trang Liên Xô (GRU) thành lập từ 1918, là một cơ quan tình báo bên ngoài Bộ Quốc phòng Liên Xô và một cơ quan tình báo quân sự trung ương trong Lực lượng Vũ trang Liên Xô.
Người đứng đầu GRU là Tổng cục trưởng, người chịu trách nhiệm báo cáo với Tổng Tham mưu trưởng các lực lượng vũ trang Liên Xô và Bộ trưởng Bộ Quốc phòng Liên Xô. Chính quyền và các cấu trúc của nó đã tham gia trinh sát vì lợi ích của Lực lượng Vũ trang Liên Xô, bao gồm các loại bí mật, không gian, điện tử và các loại khác.

#### Tổng cục địa hình quân sự
Tổng cục địa hình quân sự Bộ Tổng tham mưu các lực lượng vũ trang Liên Xô (TSVS) là đơn vị đặc biệt được thiết kế để thực hiện công tác trắc địa, địa hình và bản đồ và cung cấp cho quân đội các bản đồ địa hình, dữ liệu trắc địa và các thông tin khác về khu vực trong các hoạt động quân sự.

## Thành phần
Hiến pháp Liên Xô và Luật nghĩa vụ quân sự quy định thành phần của Lực lượng vũ trang.
1925-1939
Tổ chức các lực lượng vũ trang nhân dân lao động là Hồng quân Công nhân và Nông dân Liên bang Cộng hòa Xã hội Chủ nghĩa Xô Viết.
Hồng quân Công Nông (RKKA) được chia thành các lực lượng Lục Quân, Hải Quân, Không Quân.
Hồng quân còn có lực lượng đặc biệt là Tổng cục Bảo vệ Chính trị Nhà nước Dân ủy Nhân dân Liên Xô (OGPU)
1939-1967
Các lực lượng vũ trang Liên Xô bao gồm Hồng quân của Công Nông, Hải quân, Biên giới và Nội vụ Công Nông.
1967-1989
Các lực lượng vũ trang Liên Xô bao gồm Quân đội Liên Xô, Hải quân, Biên giới và quân đội nội vụ.
1989-1991
Các lực lượng vũ trang Liên Xô bao gồm Quân đội Liên Xô, Hải quân, loại bỏ Biên phòng và lực lượng nội vụ và đường sắt

## Quân số
Số quân của Lực lượng vũ trang Liên Xô:
- 1/1925 - 562,000 quân
- 1926, Hồng quân (lục quân, không quân và hải quân) - 594,195 quân
- 1927 - 586,000 quân
- 3/1932 - 604,000 quân
- 1/1/1939 - 1,665,790 quân
- 1940 - 3,461,200 quân
- 1/1941 - 2,200,000 quân
- 1/7/1941 - 3,380,000 quân
- 1/1942 - 5,500,000 quân (Quân đội và Hải quân)
- 3/1942 - 5,600,000 quân
- 6/1942 - khoảng 11 triệu quân
- 1/6/1944 - 11,2 triệu quân
- Đầu năm 1945 - 11,365,000 quân
- Đến tháng 5/1945 - 11,3 triệu quân
- Đến đầu năm 1948 - 2,576,000 quân, trong một nguồn khác - 2,874,000 quân
- Tính đến ngày 1/3/1953 - 5,396,038 quân
- Đến năm 1954 - 5,763,000 quân
- Vào ngày 12/8/1955, số nhân viên là 4,815,870 quân
- Vào ngày 9/2/1956 - 4,406,216 quân
- 1960 - 3,623,000 quân
- Tính đến năm 1974, 3,525,000 quân
- 1977 - 3,638,000 quân
- 1982 - 3,705,000 quân
- 1985 - 5,350,800 quân
- 1991 - 3,400,000 quân

## Cấu trúc
Vào ngày 1 tháng 9 năm 1939, Lực lượng Vũ trang Liên Xô bao gồm Hồng quân Công Nông, Hải quân Công Nông, Biên phòng và Quân đội Nội vụ.
Lực lượng vũ trang Liên Xô cũng bao gồm lực lượng hậu phương Xô Viết, Lực lượng Dân phòng (GO), Lực lượng Nội vụ của Bộ Nội vụ (MVD) Liên Xô, Lực lượng Biên phòng Ủy ban An ninh Nhà nước (KGB) Liên Xô.

### Quân chủng

#### Lục quân
Lục quân (1946) - một quân chủng Lực lượng Vũ trang Liên Xô, được thành lập để tiến hành chiến sự chủ yếu trên mặt đất, đa dạng nhất về vũ khí và phương thức tác chiến. Khả năng chiến đấu có thể độc lập hoặc kết hợp với các quân chủng khác để tiến hành một cuộc tấn công nhằm đánh bại thế lực thù địch và lãnh đạo các lực lượng trong lãnh thổ Liên Xô,... Trong thành phần của nó, Lục quân có nhiều binh chủng, lực lượng đặc biệt và hành chính. Về mặt tổ chức, Lục quân bao gồm các tiểu đội, đơn vị quân đội, chiến đoàn và liên hợp.
Các đơn vị quân đội được chia thành các loại binh chủng:
- bộ binh cơ giới (1957-1991)
- xe tăng (1929-1991)
- nhảy dù (1956-1964)
- đổ bộ tập kích (1968-1990)
- tên lửa và pháo binh (1918-1992)
- phòng không lục quân (1958-1992)
- hàng không lục quân (1990-1992)
- thông tin (1918-1992)
- công binh (1919-1992)
- hóa học (1918-1993)
- các đơn vị hậu cần

Năm 1988, Tổng cục Xây dựng Đường bộ Trung ương của Bộ Quốc phòng Liên Xô được thành lập.
Các lực lượng vũ trang Liên Xô được chia theo nguyên tắc lãnh thổ thành các quân khu và các khối quân đội, đồn trú quân sự:
- Quân khu Moskva
- Quân khu Leningrad
- Quân khu Baltic
- Quân khu Bêlarut
- Quân khu Kiev
- Quân khu Carpathian
- Quân khu Odessa
- Quân khu Bắc Kavkaz
- Quân khu Transcaucasian
- Quân khu Volga
- Quân khu Trung Á
- Quân khu Turkestan
- Quân khu Ural
- Quân khu Siberia
- Quân khu xuyên Baikal
- Quân khu Viễn Đông
- Khối quân sự phía Bắc
- Khối quân sự Trung tâm
- Khối quân sự phía Nam
- Khối quân sự tại Đức - Khối quân sự phía Tây
- Khối chuyên gia quân sự Liên Xô ở Cuba

Tổng Tư lệnh Bộ Tổng Tư lệnh Lục quân:
Liên Xô
- 1946      - Georgy Zhukov, Nguyên soái Liên Xô
- 1946-1950 - Ivan Konev, Nguyên soái Liên Xô
- 1955-1956 - Ivan Konev, Nguyên soái Liên Xô
- 1956-1957 - Rodion Malinovsky, Nguyên soái Liên Xô
- 1957-1960 - Andrei Grechko, Nguyên soái Liên Xô
- 1960-1964 - Vasily Chuikov, Nguyên soái Liên Xô
- 1967-1980 - Ivan Pavlovsky, Đại tướng
- 1980-1985 - Vasily Petrov, Nguyên soái Liên Xô
- 1985-1989 - Yevgeny Ivanovsky, Đại tướng
- 1989-1991 - Valentin Varennikov, Đại tướng
- 1991-1996 - Vladimir Semyonov, Đại tướng

#### Không quân
Không quân Liên Xô được tổ chức bao gồm các binh chủng hàng không: không quân ném bom, không quân ném bom tiêm kích, hàng không tiêm kích, hàng không trinh sát, hàng không vận tải, thông tin liên lạc và hàng không y tế. Đồng thời, Không quân được chia thành các loại hàng không: tiền tuyến, tầm xa, vận tải quân sự, phụ trợ. Bao gồm các lực lượng đặc biệt, các đơn vị và các tổ chức của hậu cần.
Năm 1947-1950, việc sản xuất hàng loạt và gia nhập hàng loạt vào Lực lượng vũ trang của máy bay phản lực bắt đầu.
Năm 1991, Không quân Liên Xô có tổng cộng 211 trung đoàn hàng không và hơn 14,000 máy bay, trong đó có 7,000 máy bay chiến đấu. Tổng số máy bay ném bom chiến lược là 157 máy bay.
Tổng Tư lệnh
- 1921-1922 - Andrey Vasilievich Sergeev;
- 1922-1923 - Andrei Alexandrovich Znamensky;
- 1923-1924 - Arkady Pavlovich Rozengolts;
- 1924-1931 - Pyotr Ionovich Baranov;
- 1931-1937 - Yakov Ivanovich Alksni, Tư lệnh Tập đoàn quân bậc 2 (1935);
- 1937-1939 - Alexander Dmitrievich Loktionov, Đại tá;
- 1939-1940 - Yakov Vladimirovich Smushkevich, Tư lệnh Tập đoàn quân bậc 2, kể từ năm 1940, trung tướng hàng không;
- 1940-1941 - Pavel Vasilievich Rychagov, trung tướng hàng không;
- 1941-1942 - Pavel Fedorovich Zhigarev, trung tướng hàng không;
- 1942-1946 - Alexander Alexandrovich Novikov, Nguyên soái hàng không, từ năm 1944 - Nguyên soái quân chủng Hàng không;
- 1946-1949 - Konstantin Andreevich Vershinin, Nguyên soái hàng không;
- 1949-1957 - Pavel Fedorovich Zhigarev, Nguyên soái hàng không, từ năm 1956 - Nguyên soái quân chủng Hàng không;
- 1957-1969 - Konstantin Andreevich Vershinin, Nguyên soái hàng không;
- 1969-1984 - Pavel Stepanovich Kutakhov, Nguyên soái hàng không, từ năm 1972 - Nguyên soái quân chủng Hàng không;
- 1984-1990 - Alexander Nikolaevich Efimov, Nguyên soái hàng không;
- 1990-1991 - Evgeny Ivanovich Shaposhnikov, Nguyên soái hàng không;

#### Phòng không
Cấu trúc của Quân chủng Phòng không (1948) bao gồm các binh chủng:
- tên lửa vũ trụ
- phòng không (1952-1991)
- tên lửa phòng không
- máy bay tiêm kích Phòng không
- chiến tranh điện tử Phòng không
- lực lượng đặc biệt

Ngoài ra, còn có các bộ phận và tổ chức của hậu cần trong Quân chủng phòng không.
Lực lượng phòng không được chia theo nguyên tắc lãnh thổ trong khu vực phòng không:
- Quân đoàn phòng không - được thiết kế để bảo vệ chống lại các cuộc không kích vào các trung tâm hành chính, công nghiệp và khu vực quan trọng nhất của đất nước, các nhóm không quân, quân đội quan trọng và các đối tượng khác trong các ranh giới được thiết lập. Quân đoàn Phòng không được lập ra sau Thế chiến II trên cơ sở phòng không của mặt trận và không quân. Năm 1948, các Quân đoàn phòng không được tổ chức lại thành các khu vực phòng không, và năm 1954 được tái lập.
- Khu vực phòng không Moscow - được dự định để che chở kẻ thù khỏi các cuộc tấn công trên không của các cơ sở hành chính và kinh tế quan trọng nhất của các khu vực kinh tế phía Bắc, Trung, Biển Đen và Volga-Vyatka của Liên Xô. Vào tháng 11 năm 1941, Khu vực phòng không Moscow được thành lập, chuyển đổi vào năm 1943 thành Quân đội phòng không đặc biệt Moscow, được triển khai trong Không quân phòng không Moscow. Sau chiến tranh, Khu vực phòng không Moscow được thành lập tại căn cứ của nó, sau đó là Khu vực phòng không. Vào tháng 8 năm 1954, Khu vực phòng không Moscow đã được chuyển đổi thành Khu vực phòng không Moscow. Năm 1980, sau khi giải thể khu vực Baku, phòng không trở thành khu vực phòng không duy nhất ở Liên Xô.
- Khu vực phòng không Baku (1954-1980)

Tổng Tư lệnh
- 1948-1952 - Leonid Govorov, Nguyên soái Liên Xô
- 1952-1953 - Nikolai Nikiforovich Nagorno, Đại tá
- 1953-1954 - Konstantin Vershinin, Đại tướng không quân
- 1954-1955 - Leonid Govorov, Nguyên soái Liên Xô
- 1955-1962 - Sergey Biryuzov, Nguyên soái Liên Xô
- 1962-1966 - Vladimir Sudets, Nguyên soái hàng không
- 1966-1978 - Pavel Batitsky, Đại tướng, kể từ năm 1968 Nguyên soái Liên Xô
- 1978-1987 - Alexander Koldunov, Nguyên soái Hàng không, kể từ năm 1984 Nguyên soái quân chủng Hàng không
- 1987-1991 - Ivan Tretyak, Đại tướng

#### Lực lượng tên lửa chiến lược
Lực lượng tấn công chính của Lực lượng Vũ trang Liên Xô, luôn trong tình trạng sẵn sàng chiến đấu liên tục.
Vào tháng 7 năm 1946, đơn vị tên lửa đầu tiên được thành lập trên cơ sở Trung đoàn pháo cối vệ binh. Năm 1947, các tên lửa R-1 đầu tiên bắt đầu đi vào kho vũ khí của quân đội Liên Xô.
Trụ sở chính ở thành phố Vlasikha. Lực lượng tên lửa chiến lược bao gồm:
- Lực lượng chống tên lửa và phòng thủ không gian (1967-1992)
- Binh chủng Tên lửa, Quân đoàn tên lửa, đơn vị tên lửa (trụ sở chính tại các thành phố ở Vinnitsa, Smolensk, Vladimir, Kirov, Omsk, Chita, Blagoveshchensk, Khabarovsk, Orenburg, Tatischevo, Nikolaev, Lvov, Uzhgorod, Jambul)
- Khu thử nghiệm Trung ương (Kapustin Yar) (1846-1991)
- Khu thử nghiệm và Nghiên cứu nhà nước thứ 10 (còn được gọi là Sary Shagan tại Kazakhstan Xô)
- Viện nghiên cứu trung ương thứ 4 (Yubileiny, khu vực Moscow, Nga Xô)
- Các cơ sở giáo dục quân sự (Học viện quân sự ở Moscow; các trường quân sự ở các thành phố Kharkov, Serpukhov, Riga, Rostov-on-Don, Stavropol)
- Kho vũ khí và nhà máy sửa chữa trung tâm, kho chứa vũ khí và thiết bị quân sự

Ngoài ra, còn có các đơn vị và tổ chức của các lực lượng đặc biệt và hậu cần trong Lực lượng Tên lửa Chiến lược.
Tổng tư lệnh:
- 1959-1960 - Mitrofan Nedelin, Nguyên soái pháo binh
- 1960-1962 - Kirill Moskalenko, Nguyên soái Liên Xô
- 1962-1963 - Sergey Biryuzov, Nguyên soái Liên Xô
- 1963-1972 - Nikolai Ivanovich Krylov, Nguyên soái Liên Xô
- 1972-1985 - Vladimir Fedorovich Tolubko, Đại tướng, kể từ năm 1983 Nguyên soái pháo binh
- 1985-1992 - Yuri Pavlovich Maksimov, Đại tướng

#### Hải quân
Hải quân bao gồm các binh chủng:
- tàu ngầm
- tàu mặt nước
- không quân hải quân,
- tên lửa bờ biển và pháo binh
- thủy quân lục chiến

Ngoài ra cũng bao gồm tàu và tàu của hạm đội phụ trợ, tiểu hạm đội và các đơn vị có mục đích đặc biệt và các quân chủng khác nhau.
Các binh chủng chính của lực lượng là tàu ngầm và hàng không hải quân. Ngoài ra, Hải quân Liên Xô bao gồm các đơn vị và tổ chức của hậu cần.
Trụ sở trung tâm của Hải quân Liên Xô được đặt tại thành phố Moskva
Về mặt tổ chức, Hải quân bao gồm:
- Hạm đội phương Bắc (1937)
- Hạm đội Thái Bình Dương (1935)
- Hạm đội Biển Đen
- Hạm đội Baltic
- Hạm đội Caspi
- Căn cứ hải quân Leningrad

Tổng tư lệnh:
- 1917-1918 - Modil Vasilievich Ivanov,
- 1918-1918 - Pavel Dybenko,
- 1918-1919 - Vasili Altfater,
- 1917-1919 - Fyodor Raskolnikov,
- 1919-1920 - Yevgeny Berens,
- 1920-1921 - Aleksandr Nemits,
- 1921-1924 - Eduard Pantserzhanskiy,
- 1924-1926 - Vyacheslav Ivanovich Zof,
- 1926-1931 - Romuald Muklevich,
- 1931-1937 - Vladimir Mitrofanovich Orlov, kể từ năm 1935, Đô đốc Hạm đội hạng 1;
- 1937-1938 - Mikhail Viktorov, Đô đốc Hạm đội hạng 1;
- 1938-1938 - Pyotr Smirnov, Tư lệnh Tập đoàn quân hạng 1;
- 1938-1939 - Mikhail Frinovsky, Tư lệnh Tập đoàn quân hạng 1;
- 1939-1947 - Nikolai Kuznetsov, Đô đốc Hạm đội Liên Xô;
- 1947-1951 - Ivan Yumashev, Đô đốc;
- 1951-1956 - Nikolai Kuznetsov, Đô đốc Hạm đội Liên Xô;
- 1956-1985 - Sergey Gorshkov, Đô đốc Hạm đội Liên Xô;
- 1985-1992 - Vladimir Chernavin, Đô đốc Hạm đội;

### Binh chủng và lực lượng đặc biệt

#### Lực lượng Dân phòng Liên Xô
Năm 1971, việc quản lý trực tiếp Dân phòng được giao cho Bộ Quốc phòng Liên Xô, việc quản lý hàng ngày được giao cho Tư lệnh Lực lượng Dân phòng - Thứ trưởng Bộ Quốc phòng Liên Xô.
Có các trung đoàn dân phòng (ở các thành phố lớn của Liên Xô), Trường Quân sự Dân phòng Moskva (MVUGO, thành phố Balashikha), được cải tổ vào năm 1974 thành Trường Chỉ huy Cấp cao về Đường bộ và Binh chủng Công binh Moskva (MVKUDIV), đào tạo các chuyên gia về quân sự đường bộ và lực lượng dân phòng.
Tư lệnh
- 1961-1972 Vasily Ivanovich Chuikov Nguyên soái
- 1972-1986 Alexander Terentyevich Altunin Đại tướng
- 1986-1991 Vladimir Leonidovich Govorov Đại tướng
- 1991 Boris Evgenievich Pyankov Thượng tướng

## Lực lượng vũ trang tại nước ngoài

### Lực lượng quân sự
- Quân đội Liên Xô ở Iran thuộc Quân khu Transcaucasian và Quân khu Trung Á (1920-1921; 1941-1946; 1967-1991)
- Tập đoàn quân Liên Xô tại Đức đóng quân tại Cộng hòa Dân chủ Đức (1945-1994)
- Tập đoàn quân phương Bắc đóng quân tại Ba Lan (1945-1993)
- Tập đoàn quân Trung tâm đóng quân tại Tiệp Khắc (đơn vị số 1 1968-1981), tại Áo (đơn vị số 1 1945-1955)
- Tập đoàn quân phương Nam đóng quân tại Hungary (1956-1991), tại Rumania và Bulgaria (1945-1947)
- Nhóm chuyên gia quân sự Liên Xô tại Cuba (1962-1993)
- Quân đội Liên Xô tại Mông Cổ thuộc Quân khu Transbaikal (1921-1992)
- Quân đoàn đặc biệt đồn trú tại Hungary (1955-1957)
- Quân đoàn cơ giới đặc biệt tại Rumania (1947-1957)
- Đạo quân có giới hạn Lực lượng Liên Xô tại Afghanistan (Quân đoàn 40, OKSVA) thuộc về quân khu Turkestan và các đơn vị của Lực lượng Biên phòng như là một phần của Đạo quân có giới hạn Lực lượng Liên Xô tại Afghanistan thuộc các khu vực biên giới Trung Á và phía Đông (1979-1989)
- Tập đoàn quân Tây Bắc (1991-1994)
- Quân đoàn 39 tại Liêu Đông, Trung Quốc (1945-1953)
- Các lực lượng hải quân đóng quân tại:
  - Vlore, Albania (1955-1962)
  - Cienfuegos, Cuba (1962-)
  - Swinoujscie, Ba Lan (1945-1991)
  - Rostock, Đông Đức (1949-1990)
  - Hanko, Phần Lan (1940-1941)
  - Porkkala-Udd, Phần Lan (1944-1956)
  - Lữ Thuận, Trung Quốc (1945-1955)
  - Cam Ranh, Việt Nam (1979-2002)
  - Tartus, Syria (1971-)
  - Socotra, Yemen (1972-)
  - Berbera, Somalia (1964-1978)
  - Nokra, Etiopia (1977-1991)
  - Port Said, Ai Cập (1967-1972)
  - Tripoli, Lybia (1977-2011)
  - Sfax, Tunisia
  - Bizerta, Tunisia
  - Surabaya, Indonesia (1962-)
  - Conakry, Guinea
- Các lực lượng không quân:
  - sân bay Cairo, Aswan, Mersa Matruh tại Ai Cập
  - sân bay Asmara tại Etiopia
  - Harshisa tại Somalia
  - sân bay Aden, El Anad tại Yemen
  - sân bay Havana tại Cuba
  - Conakry tại Guinea
  - sân bay Luanda tại Angola
  - Cam Ranh tại Việt Nam

### Nhóm chuyên gia quân sự
- Đoàn cố vấn quân sự Liên Xô tại Algeria (1962-1964)
- Nhóm chuyên gia quân sự Liên Xô tại Angola (1000-1994)
- Đoàn cố vấn quân sự Liên Xô tại Việt Nam (1961-1991)
- Đoàn cố vấn quân sự Liên Xô tại Campuchia (tháng 4-12/1970)
- Nhóm cố vấn quân sự Liên Xô tại Trung Quốc (1923 - cuối những năm 1950)
- Nhóm chuyên gia quân sự Liên Xô tại Ai Cập (1955-1973)
- Đoàn cố vấn quân sự Liên Xô tại Lào (1960-1970, 1974-1991)
- Nhóm chuyên gia quân sự Liên Xô tại Tây Ban Nha
- Đoàn cố vấn quân sự Liên Xô tại Iran
- Nhóm chuyên gia quân sự Liên Xô tại Yemen (1962-1969)
- Nhóm các chuyên gia quân sự Liên Xô tại Triều Tiên (1945-1948)
- Đoàn cố vấn quân sự Liên Xô tại Cuba (1962-1993)
- Nhóm chuyên gia quân sự Liên Xô tại Mozambique (1975-1991)
- Nhóm chuyên gia quân sự Liên Xô tại Nicaragua (1978-1990)
- Đoàn cố vấn quân sự Liên Xô tại Syria (1956-1991)
- Nhóm chuyên gia quân sự Liên Xô tại Somalia (1962-1977)
- Nhóm chuyên gia quân sự Liên Xô tại Ethiopia (1977-1979)

## Hoạt động quân sự
Các hoạt động quân sự mà Lực lượng Vũ trang Liên Xô tham chiến hoặc tham gia với vai trò cố vấn quân sự, chuyên gia quân sự của Lực lượng Vũ trang Liên Xô đã tham gia chiến sự sau Chiến tranh Thế giới Thứ hai:
- Trung Quốc - từ tháng 3 năm 1946 đến tháng 4 năm 1949; tháng 3 - tháng 5 năm 1950 (tham gia trong lực lượng phòng không)
- Bắc Triều Tiên - từ tháng 6 năm 1950 đến tháng 7 năm 1953 - các đơn vị quân đội đã tham gia chiến sự từ lãnh thổ Trung Quốc
- Hungary - 1956
- Xung đột đảo Damansky - tháng 3 năm 1969
- Xung đột Hồ Zhalanashkol - tháng 8 năm 1969
- Algeria - 1962-1964
- Ai Cập (Cộng hòa Ả Rập Thống nhất) - từ tháng 10/1962 đến tháng 3/1963; tháng 6 năm 1967; năm 1968; từ tháng 3/1969 đến tháng 7/1972; từ tháng 10/1973 đến tháng 3/1974; từ tháng 6/1974 đến tháng 2/1975
- Cộng hòa Ả Rập Yemen - từ tháng 10 năm 1962 đến tháng 3 năm 1963; từ tháng 11 năm 1967 đến tháng 12 năm 1969
- Việt Nam - từ tháng 1 năm 1961 đến tháng 12 năm 1974
- Syria - tháng 6 năm 1967; Tháng 3 - tháng 7 năm 1970; tháng 9 - 11/1972; tháng 10/1973
- Angola - từ tháng 11 năm 1975 đến năm 1991
- Mozambique - 1967-1969; từ tháng 11 năm 1975 đến tháng 11 năm 1979, từ tháng 3 năm 1984 đến tháng 8 năm 1988
- Etiopia - từ tháng 12 năm 1977 đến tháng 11 năm 1990
- Afghanistan - từ tháng 4 năm 1978 đến ngày 15 tháng 2 năm 1989
- Campuchia - tháng 4 - 12/1970
- Bangladesh - 1972-1973
- Lào - từ tháng 1 năm 1960 đến tháng 12 năm 1963; từ tháng 8 năm 1964 đến tháng 11 năm 1968; từ tháng 11 năm 1969 đến tháng 12 năm 1970
- Syria và Lebanon - tháng 6 năm 1982